# Al-Ahqaf

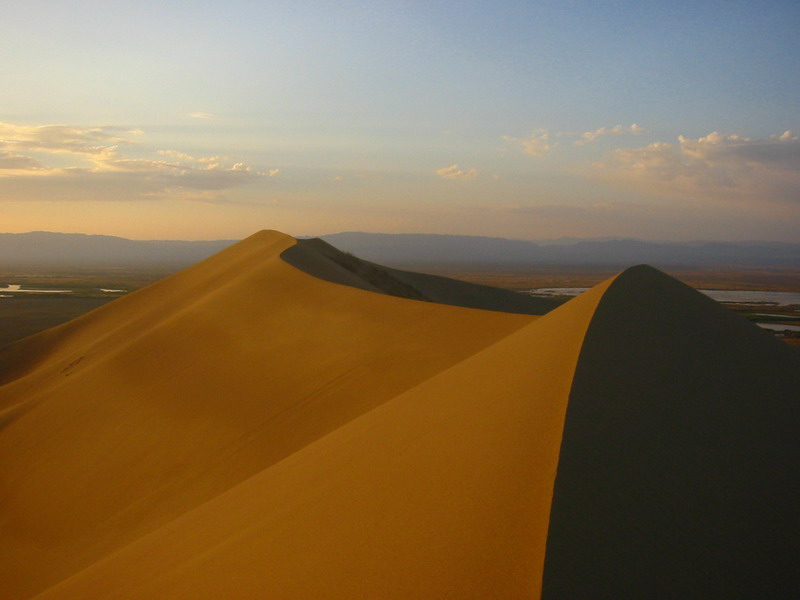
Sanddyner.

Al-Ahqāf (arabiska: سورة الأحقاف) ("Sanddynerna") är den fyrtiosjätte suran i Koranen med 35 verser (ayah). Den är från Mekka-perioden.